# Verticordia densiflora
Verticordia densiflora är en myrtenväxtart som beskrevs av John Lindley. Verticordia densiflora ingår i släktet Verticordia och familjen myrtenväxter.

## Underarter
Arten delas in i följande underarter:
- V. d. cespitosa
- V. d. densiflora
- V. d. pedunculata
- V. d. roseostella
- V. d. stelluligera